# Koeweitse voetbalbeker 1986
De Koeweitse voetbalbeker 1986 (Emir Cup) was de 26ste editie van de strijd om de nationale voetbalbeker van Koeweit, die werd georganiseerd door de Koeweitse voetbalbond (KFA). Het toernooi vond plaats in mei 1986. Al-Fahaheel won de beker voor de eerste keer in de clubgeschiedenis door Kazma SC in de eindstrijd met 3–0 te verslaan. Qadsia SC won de strijd om de derde plaats: Al Jahra werd door de club in de troostfinale met 3–1 verslagen.

## Schema
|  | halve finale | halve finale |  |             | finale   | finale   |
|  |              |              |  |             |          |          |
|  | mei 1986     |              |  |             |          |          |
|  | Kazma SC     | 3            |  |             |          |          |
|  | Qadsia SC    | 1            |  |             | mei 1986 | mei 1986 |
|  |              |              |  |             | Kazma SC | 0        |
|  | mei 1986     | mei 1986     |  | Al-Fahaheel | 3        |          |
|  | Al Jahra     | 0            |  |             |          |          |
|  | Al-Fahaheel  | 1            |  |             |          |          |

1962 · 
1963 · 
1964 · 
1965 · 
1966 · 
1967 · 
1968 · 
1969 · 
1970 · 
1971 · 
1972 · 
1973 · 
1974 · 
1975 · 
1976 · 
1977 · 
1978 · 
1979 · 
1980 · 
1981 · 
1982 · 
1983 · 
1984 · 
1985 · 
1986 · 
1987 · 
1988 · 
1989 · 
1990 · 
1991 · 
1992 · 
1993 · 
1994 · 
1995 · 
1996 · 
1997 · 
1998 · 
1999 · 
2000 · 
2001 · 
2002 · 
2003 · 
2004 · 
2005 · 
2006 · 
2007 · 
2008 · 
2009 · 
2010 · 
2011 · 
2012 · 
2013 · 
2014